# Pauline Dy Phon
Pauline Dy Phon (transliteración de ប៉ូលីន ឌី ផុន) (1933-21 de mayo de 2010) fue una botánica y taxónoma camboyana, especializada en la flora del sudeste asiático.
Se trasladó a estudiar a Francia, obteniendo su licenciatura en 1959 por la Facultad de Ciencias en París. Fue profesora e investigadora en la Universidad real de Nom Pen, aun así en 1975, fue forzada a renunciar al trabajo porque los Jemeres rojos asumieron el poder.
En 1980,  decide huir a Francia y trabajó en el Laboratorio Botánico del Museo Nacional de Historia Natural. En la misma institución contribuyó significativamente identificando y clasificando plantas de Camboya e Indochina, los cuales eran relativamente desconocidas.
En mayo de 2010, falleció a consecuencia de una dolencia.

## Obra
Publicó un directorio de 915 p. del Diccionario de plantas utilizadas en Camboya en 2000.

### Otras publicaciones
- Pauline Dy Phon et Bernard Rollet, Office national des forêts, 1999, 163 p. ISBN 9782842071240

- (en) Geshe Kelsang Gyatso (préf. Maurice Fontaine), Phnom Penh, Pauline Dy Phon, 2000, 915 p. (EAN 2007041108830)

- Pauline Dy Phon, វចនានុក្រមរុក្ខជាតិប្រើប្រាស់ក្នុងប្រទេសកម្ពុជា, Dictionnaire des Plantes utilisées au Cambodge, Dictionary of Plants used in Cambodia, ភ្នំពេញ Phnom Penh, បោះពុម្ពលើកទី ១, រោងពុម្ព ហ ធីម អូឡាំពិក (រក្សាសិទ្ធិ៖ អ្នកគ្រូ ឌី ផុន) គ.ស. ២០០០, ទំព័រ ៣៤៣-៣៤៤, 1st edition: 2000, Imprimerie Olympic Hor Thim (© Pauline Dy Phon), 1.er tirage : 2000, Imprimerie Olympic Hor Thim, xviii + 915 p.

- Pauline Dy Phon (préf. Keb Chutema (gouverneur de la ville)), ed. Funan, 2009, 2e éd., 123 p. ISBN 9789995057299

## Honores
En 1980 se le otorgó el Premio de Coincy por la Académie des Ciencias.
- La abreviatura «Dy Phon» se emplea para indicar a Pauline Dy Phon como autoridad en la descripción y clasificación científica de los vegetales.[6]